# Opel Adam
De Opel Adam is een auto van Opel  in de miniklasse die eind september 2012 werd geïntroduceerd op de Autosalon van Parijs. De auto is vernoemd naar de oprichter van Opel, Adam Opel en was sinds 2013 leverbaar. 
De auto is gebaseerd op een verkort onderstel van de Opel Corsa en was enkel als driedeurs leverbaar. De Adam wordt gekenmerkt door zijn vele personalisatiemogelijkheden. Zo waren er tal van kleurencombinaties mogelijk, waarbij het dak een andere kleur heeft dan de rest van de auto. Ook in het interieur zijn verschillende kleuraccenten leverbaar geweest en desgewenst kon een sterretjesplafond besteld worden. De belangrijkste concurrent van de Adam is de Fiat 500, die zich op dezelfde doelgroep richt. Op 10 oktober 2018 gaf Opel aan dat de productie van o.a. de Adam en de Karl in het volgende jaar zou eindigen en dat er geen opvolgers zouden komen. Op vrijdag 3 mei 2019 liepen in de Opel fabriek in het Duitse Eisenach de allerlaatste Opel Adam modellen van de band (net als de Opel Corsa E driedeurs modellen) en sindsdien werd de auto alleen nog uit voorraad geleverd.

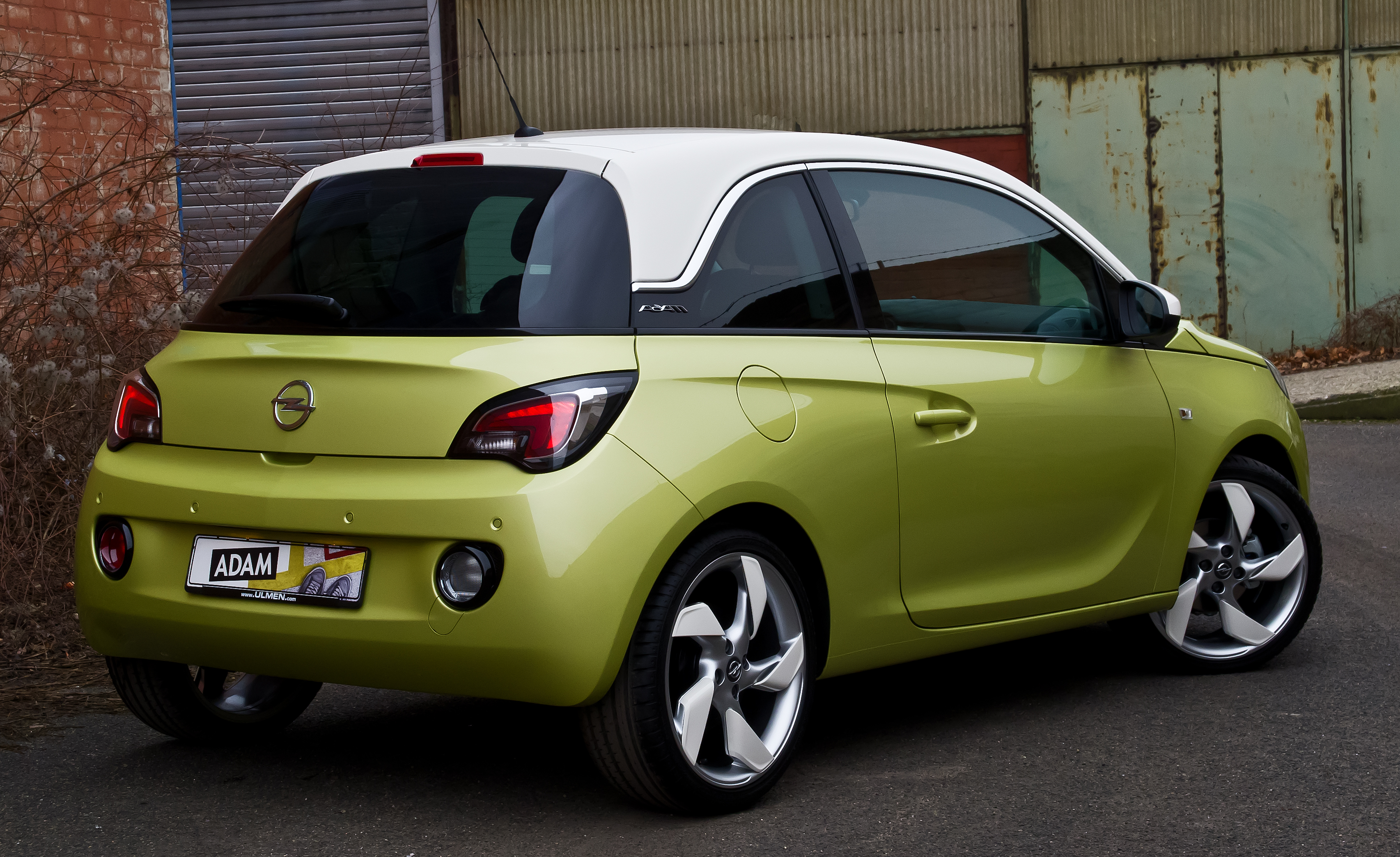
Achteraanzicht
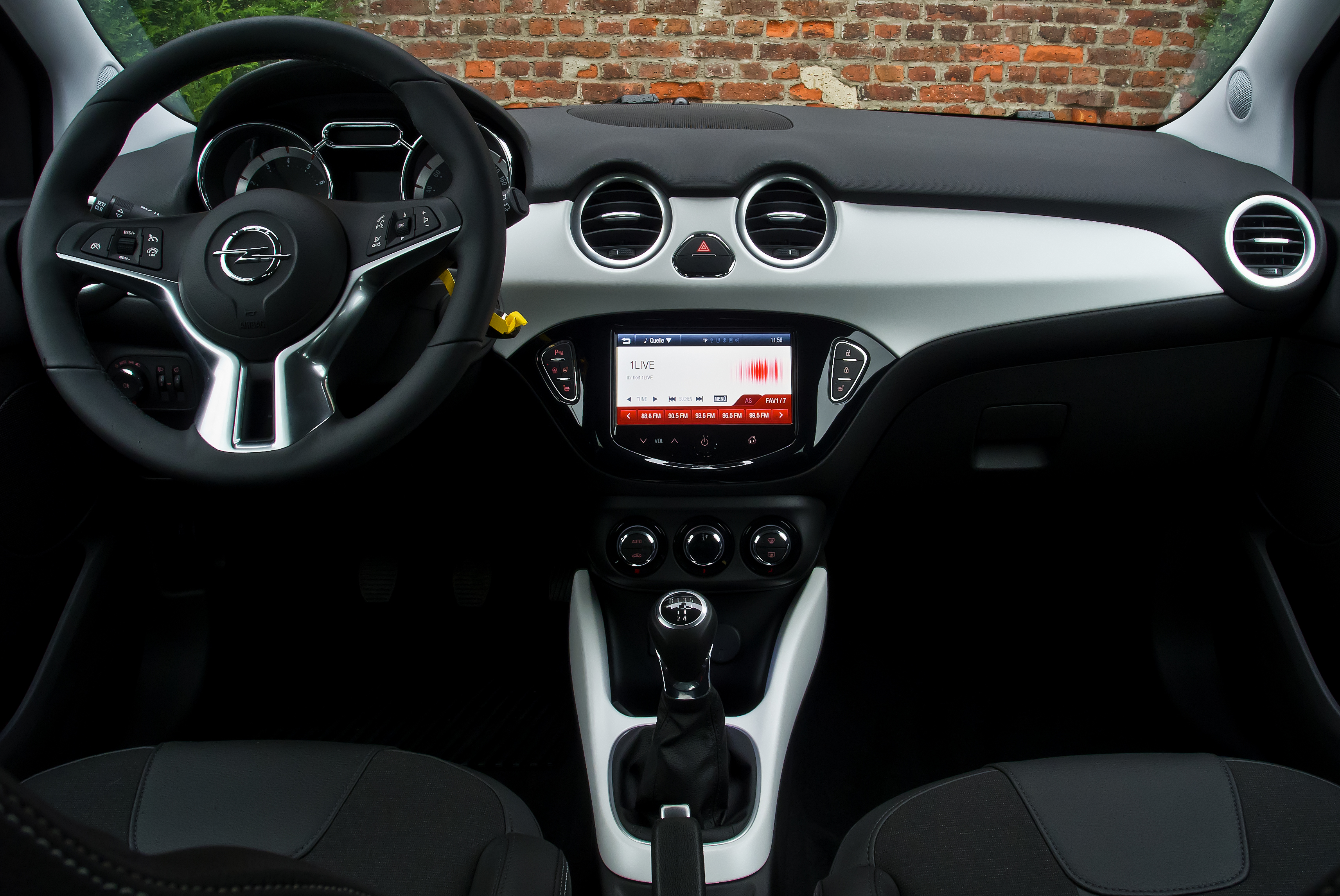
Interieur

## Uitvoeringen
De Adam is beschikbaar in verschillende uitrustingsniveaus, waaronder:
- Adam Unlimited (standaard)
- Adam Jam  Favourite (luxere versie)
- Adam Glam Favourite (luxueus)
- Adam Slam Favourite (sportief)

Opties zijn onder andere: een audio-navigatiesysteem met 7 inch-touchscreen en zes speaker audiosysteem, dat kan communiceren met smartphones, een parkeerhulpsysteem, een verwarmbaar stuur, dagrijverlichting met ledlampen, een dodehoekwaarschuwingssysteem en zelfs een led-sterrenhemel.

### Adam Rocks
Eind 2014 introduceerde Opel de Rocks uitvoering. Door het gebruik van zwart kunststof op de bumpers moet de auto een stoerder uiterlijk krijgen. Met een hoogte van 1,493 m en lengte van 3,747 m is de Rocks uitvoering ook hoger en langer dan het reguliere model. Ook is er een sportieve variant leverbaar: de Rocks S. Deze is technisch gelijk aan de S.

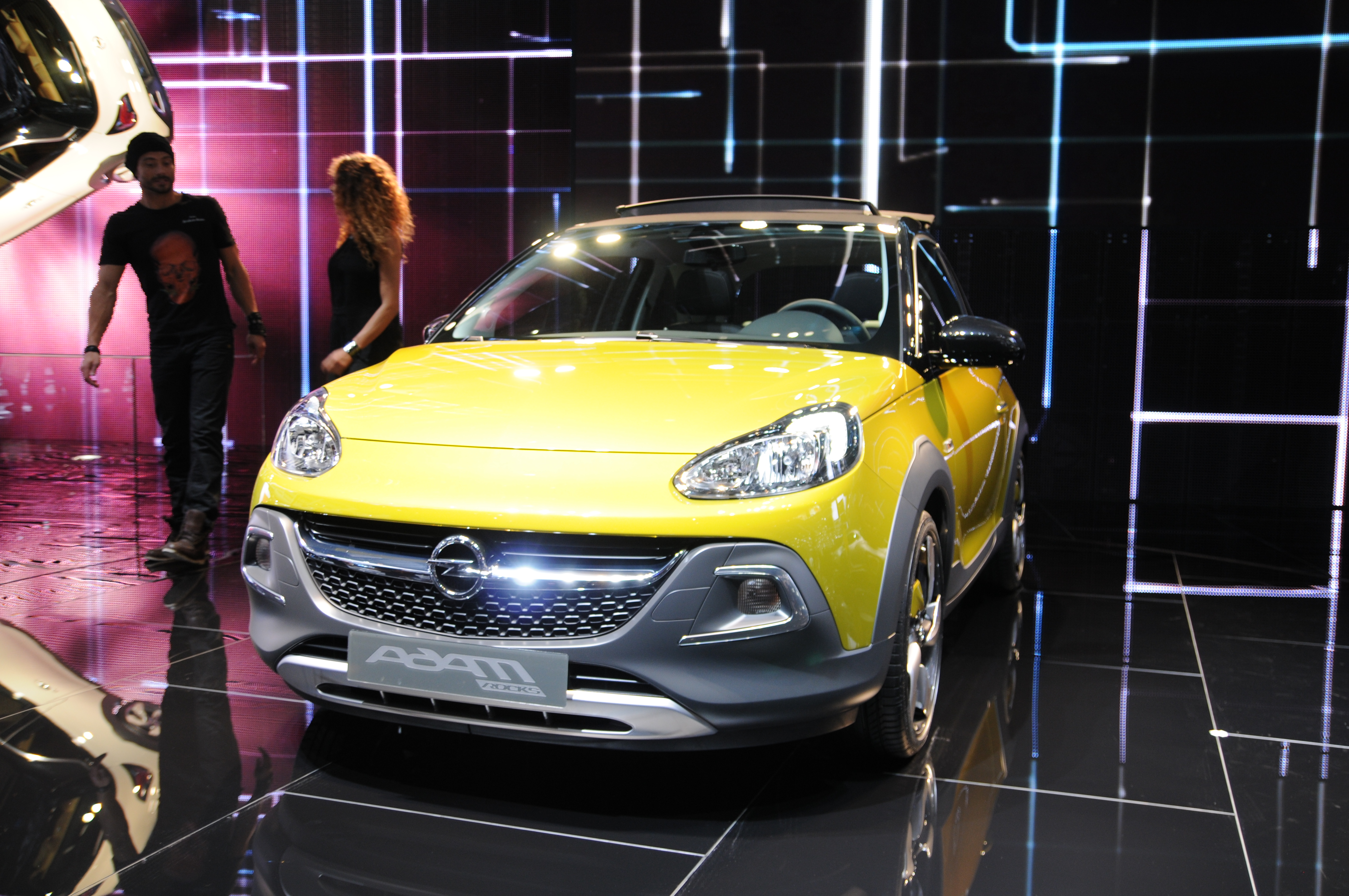
Adam Rocks

### Adam S
Op de Autosalon van Geneve in maart 2015 werd de Adam S uitvoering voorgesteld. De Adam S is uitgerust met een 1.4 liter turbomotor met 110 kW (150 pk) gekoppeld aan een handgeschakelde zesversnellingsbak. Ook heeft deze uitvoering een sportonderstel. Daarmee bereikt de auto een topsnelheid van 210 km/h en bereikt hij in 8,5 s 100 km/h. De Adam S is te herkennen een aerodynamische dakspoiler, zijskirts en sportieve voor- en achterbumper. Binnenin heeft de Adam S Recaro-sportstoelen.
De Adam S is de snelste uitvoering; een OPC uitvoering is nooit leverbaar geweest.

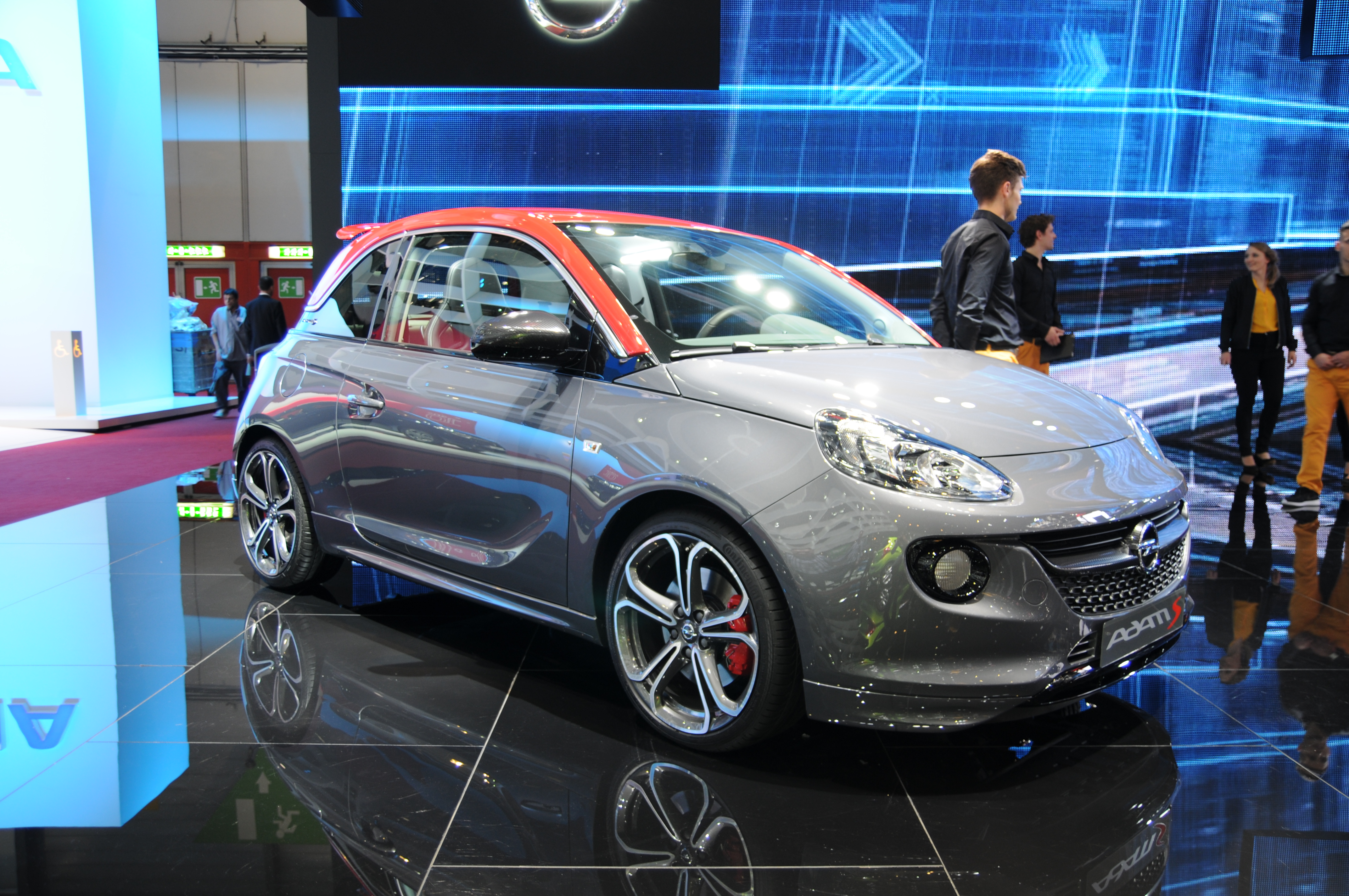
Adam S

## Motoren
In de Adam zijn de volgende motoren beschikbaar:
Benzine:
- 1.2 - 70 pk (alleen leverbaar geweest in België)
- 1.2 - 70 pk (met start-stopsysteem)
- 1.4 - 87 pk (alleen leverbaar geweest in Nederland)
- 1.4 - 100 pk (met start-stopsysteem)
- 1.0 - 90 pk 3 cilinder turbo (met start-stopsysteem) en 6 bak
- 1.0 - 115 pk 3 cilinder turbo (met start-stopsysteem) en 6 bak
- 1.4 Turbo - 150 pk(met start-stopsysteem)

Bi-fuel:
- 1.4 - 87 pk, LPG-motor en 6-bak, die zowel op LPG als benzine rijdt.